# Lääne-Saare
Lääne-Saare (Estisch: Lääne-Saare vald, ‘gemeente West-Saaremaa’) was een gemeente in de Estlandse provincie Saaremaa. De gemeente telde 7061 inwoners (1 januari 2017) en had een oppervlakte van 809 km². Het bestuurscentrum was Kuressaare, dat zelf niet tot de gemeente behoorde.

## Geschiedenis
Lääne-Saare was een fusiegemeente, ontstaan op 12 december 2014 uit de gemeenten Kaarma, Kärla en Lümanda. In oktober 2017 werd Lääne-Saare op haar beurt bij een fusiegemeente gevoegd: de gemeente Saaremaa, die het hele eiland Saaremaa omvatte.

## Indeling
De gemeente telde 115 nederzettingen waarvan er vier groter zijn en de status hebben van een alevik (vlek): Aste, Kärla, Kudjape en Nasva. Daarnaast had de landgemeente 111 dorpen: Abruka, Anepesa, Anijala, Ansi, Arandi, Aste, Asuküla, Atla, Aula-Vintri, Austla, Eeriksaare, Eikla, Endla, Haamse, Hakjala, Himmiste, Hirmuste, Hübja, Irase, Jõe, Jõempa, Jõgela, Jootme, Kaarma, Kaarma-Kirikuküla, Kaarmise, Käesla, Kaisvere, Käku, Kandla, Karala, Kärdu, Karida, Kärla-Kirikuküla, Kärla-Kulli, Kasti, Kaubi, Kellamäe, Keskranna, Keskvere, Kipi, Kiratsi, Kogula, Koidu, Koidula, Koimla, Koki, Koovi, Kõrkküla, Kotlandi, Kuke, Kungla, Kuuse, Kuusnõmme, Laadjala, Laheküla, Laoküla, Leedri, Lilbi, Lümanda, Lümanda-Kulli, Maleva, Mändjala, Mätasselja, Meedla, Metsaküla, Metsapere, Mõisaküla, Mõnnuste, Mullutu, Muratsi, Nõmme, Nõmpa, Õha, Paevere, Pähkla, Paiküla, Paimala, Parila, Pärni, Piila, Põlluküla, Praakli, Randvere, Riksu, Saia, Sauvere, Sepa, Sikassaare, Sõmera, Tahula, Tamsalu, Taritu, Tõlli, Tõrise, Tõru, Uduvere, Ulje, Unimäe, Upa, Vahva, Vaivere, Vana-Lahetaguse, Vantri, Varpe, Vatsküla, Vendise, Vennati, Vestla, Viidu en Viira.